# Biorbitella
Biorbitella is een vliegengeslacht uit de familie van de halmvliegen (Chloropidae).

## Soorten
- B. frontoorbitalis (Sabrosky, 1940)
- B. hesperia (Sabrosky, 1940)
- B. pectoralis (Coquillett, 1898)
- B. virgata (Coquillett, 1898)